# Liste der britischen Botschafter in Tschechien

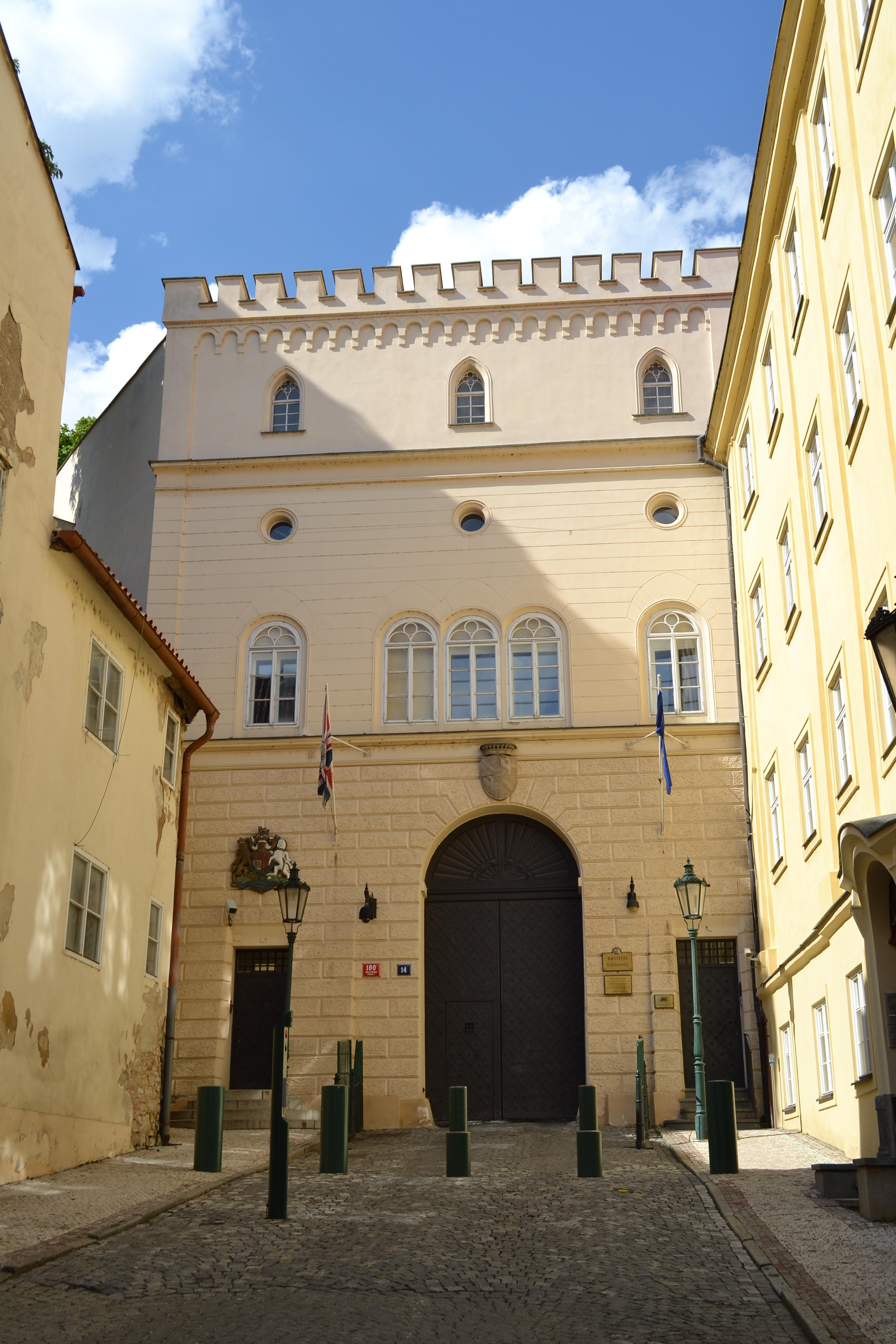
Die Britische Botschaft in Prag

Diese Liste der Leiter der britischen Auslandsvertretung in Prag enthält die diplomatischen Vertreter des Vereinigten Königreichs in der Tschechoslowakei bzw. in Tschechien seit 1919.

## Britische Botschafter in der Tschechoslowakei
| Ernennung/Akkreditierung | Name                           | Bemerkungen | ernannt von         | akkreditiert während der Regierung von | Posten verlassen |
| ------------------------ | ------------------------------ | ----------- | ------------------- | -------------------------------------- | ---------------- |
| 1919                     | George Russell Clerk           |             | David Lloyd George  | Tomáš Garrigue Masaryk                 | 1926             |
| 1927                     | James William Ronald Macleay   |             | Ramsay MacDonald    | Tomáš Garrigue Masaryk                 | 1930             |
| 1930                     | Joseph Addison                 |             | Ramsay MacDonald    | Tomáš Garrigue Masaryk                 | 1936             |
| 1936                     | Charles Henry Bentinck         |             | Stanley Baldwin     | Edvard Beneš                           | 1937             |
| 1937                     | Basil Cochrane Newton          |             | Neville Chamberlain | Edvard Beneš                           | 1939             |
| 1940                     | Robert Hamilton Bruce Lockhart |             | Winston Churchill   | Emil Hácha                             | 1941             |
| 1941                     | Frank Kenyon Roberts           |             | Winston Churchill   | Emil Hácha                             | 1941             |
| 1942                     | Philip Bouverie Bowyer Nichols |             | Winston Churchill   | Emil Hácha                             | 1948             |
| 1948                     | Pierson John Dixon             |             | Winston Churchill   | Klement Gottwald                       | 1950             |
| 1950                     | Philip Mainwaring Broadmead    |             | Winston Churchill   | Klement Gottwald                       | 1953             |
| 1953                     | Derwent William Kermode        |             | Winston Churchill   | Antonín Zápotocký                      | 1955             |
| 1955                     | George Clinton Pelham          |             | Anthony Eden        | Antonín Zápotocký                      | 1957             |
| 1957                     | Paul Francis Grey              |             | Harold Macmillan    | Antonín Novotný                        | 1960             |
| 1960                     | Cecil Cuthbert Parrott         |             | Harold Macmillan    | Antonín Novotný                        | 1966             |
| 1966                     | William Barker                 |             | Harold Wilson       | Antonín Novotný                        | 1968             |
| 1968                     | Howard Frank Trayton Smith     |             | Harold Wilson       | Ludvík Svoboda                         | 1971             |
| 1971                     | Ronald Stratford Scrivener     |             | Edward Heath        | Ludvík Svoboda                         | 1974             |
| 1974                     | Edward Gervase Willan          |             | Harold Wilson       | Ludvík Svoboda                         | 1977             |
| 1977                     | Peter John Ellison Male        |             | James Callaghan     | Gustáv Husák                           | 1980             |
| 1980                     | John Rowland Rich              |             | Margaret Thatcher   | Gustáv Husák                           | 1985             |
| 1985                     | Stephen Jeremy Barrett         |             | Margaret Thatcher   | Gustáv Husák                           | 1988             |
| 1988                     | Peter Laurence O’Keefe         |             | Margaret Thatcher   | Gustáv Husák                           | 1991             |
| 1991                     | Anthony David Brighty          |             | John Major          | Václav Havel                           | 1994             |

## Britische Botschafter in Tschechien
| Ernennung/Akkreditierung | Name                     | Bemerkungen | ernannt von   | akkreditiert während der Regierung von | Posten verlassen |
| ------------------------ | ------------------------ | ----------- | ------------- | -------------------------------------- | ---------------- |
| 1994                     | Michael St Edmund Burton |             | John Major    | Václav Havel                           | 1997             |
| 1997                     | David Stuart Broucher    |             | Tony Blair    | Václav Havel                           | 2001             |
| 2001                     | Anne Fyfe Pringle        |             | Tony Blair    | Václav Havel                           | 2004             |
| 2004                     | Linda Joy Duffield       |             | Tony Blair    | Václav Klaus                           | 2009             |
| 2009                     | Sian Christina MacLeod   |             | Gordon Brown  | Václav Klaus                           | 2013             |
| 2013                     | Jan Thompson             |             | David Cameron | Miloš Zeman                            | 2017             |
| 2018                     | Nick Archer              |             | Theresa May   | Miloš Zeman                            | 2023             |
| 2023                     | Matt Field               |             | Rishi Sunak   | Miloš Zeman                            |                  |